# Augustus Ravenwoud
Augustus Ravenwoud (Engels: Augustus Rookwood) is een personage uit de serie boeken rond Harry Potter van de Engelse schrijfster Joanne Rowling.
Ravenwoud wordt omschreven als een pokdalige man met vet haar. Verder heeft hij verscheidene littekens in zijn gezicht.
Augustus Ravenwoud is een van de Dooddoeners van Heer Voldemort. Hij was een spion voor Voldemort tijdens de eerste oorlog. Ravenwoud werkte op het Ministerie van Toverkunst op het Departement van Mystificatie als Verbloemist. Niet alleen speelde hij zelf informatie door aan Voldemort, ook wist hij informatie uit andere beambten (zoals Ludo Bazuyn) van het Ministerie, die hij van zijn betrouwbaarheid had weten te overtuigen, te peuteren. Nadat Voldemort verslagen was, werd Ravenwoud verraden door Igor Karkarov die het Ministerie op de hoogte stelde van Ravenwouds gespioneer om zo zelf uit Azkaban te blijven.
In het vijfde boek wordt Augustus Ravenwoud door Voldemort bevrijd uit Azkaban en hij sluit zich weer bij hem aan.
Later wees hij zijn meester erop dat Arduin hem verkeerd geïnformeerd had, waarop Voldemort zei dat hij Ravenwoud zijn dank verschuldigd was.
Ravenwoud werd ook meegestuurd naar het Departement van Mystificatie om de profetie te bemachtigen en duelleerde daar met Romeo Wolkenveldt. Op het einde van het gevecht werd hij samen met zijn mede-Dooddoeners opnieuw naar Azkaban gestuurd.
In het zevende boek wordt hij verlamd door Desiderius Perkamentus tijdens de Slag om Zweinstein.